# Very Truly Yours

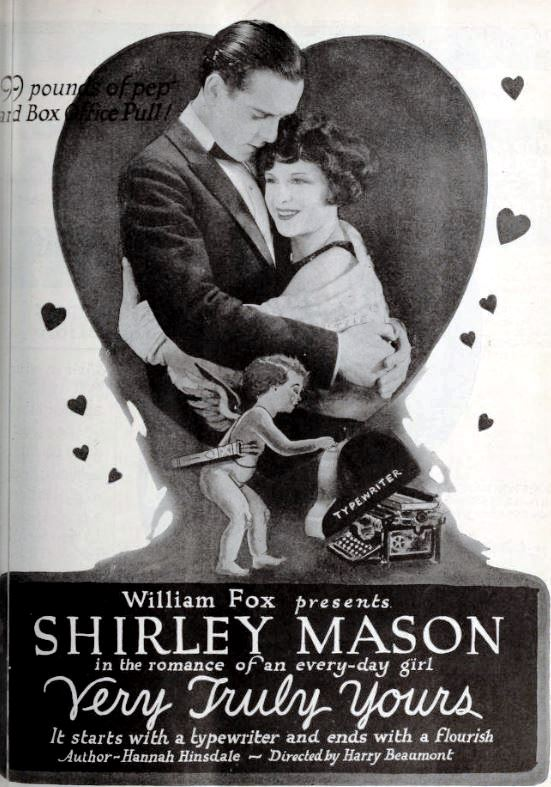

Very Truly Yours è un film muto del 1922 diretto da Harry Beaumont. Prodotto e distribuito dalla Fox Film Corporation, aveva come interpreti Shirley Mason, Allan Forrest, Charles Clary, Otto Hoffman, Hardee Kirkland.

## Trama
Stenografa in un albergo, Marie Tyree ha la sua prima delusione amorosa quando Archie, il ragazzo che ama, la lascia per una ricca vedova. Marie giura a sé stessa che non sarà mai più così sciocca e che il suo obbiettivo, adesso, sarà quello di prendere al laccio un marito ricco. Durante una convenzione di uomini d'affari, riesce a conquistare Bert Woodmansee il quale, dopo un breve corteggiamento, le si dichiara. Marie, però, ben presto scopre che Bert non è ricco di suo e che, invece, il vero milionario è lo zio, un commerciante di legname. Quando lei lascia il marito, lo zio la rintraccia. La giovane gli spiega i motivi del suo comportamento e Woodmansee si impegna a riunire la coppia che si riconcilia felicemente.

## Produzione
Il film fu prodotto dalla Fox Film Corporation.

## Distribuzione
Il copyright del film, richiesto dalla Fox Film Corp. e presentato da William Fox, fu registrato il 30 aprile 1922 con il numero LP17855, uscendo nelle sale degli Stati Uniti lo stesso giorno distribuito dalla Fox Film Corporation.
Non si conoscono copie ancora esistenti della pellicola che viene considerata presumibilmente perduta.